# Romy Schneider

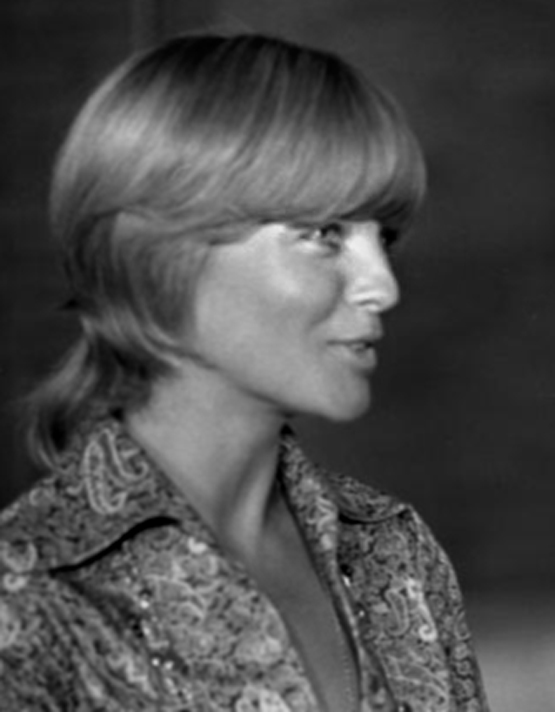
Romy Schneider, 1971

Romy Schneider (n. 23 septembrie 1938, Viena, Germania Nazistă – d. 29 mai 1982, Paris, Île-de-France, Franța; se numea de fapt Rosemarie Magdalena Albach) a fost o actriță franco-germană. În anul 1953, în timp ce locuia la Viena, a jucat rolul împărătesei Sisi, rol cu care a devenit renumită în Germania și Austria. Între anii 1962 - 1963 a trăit la Paris. A jucat în câteva filme la Hollywood. În timpul primei căsătorii a trăit în Berlin, după care s-a mutat din nou la Paris.

## Filmografie
| Anul | Film                                        | Titlul original                        | Rol                                        | Regie                                           | Locul filmărilor               |
| ---- | ------------------------------------------- | -------------------------------------- | ------------------------------------------ | ----------------------------------------------- | ------------------------------ |
| 1953 | Când înflorește liliacul alb                | Wenn der weiße Flieder wieder blüht    | „Evchen Forster“                           | Hans Deppe                                      | Germania                       |
| 1954 | Feuerwerk                                   | Feuerwerk                              | „Anna Oberholzer“                          | Kurt Hoffmann                                   | Germania                       |
| 1954 | Mädchenjahre einer Königin                  | Mädchenjahre einer Königin             | „Viktoria“                                 | Ernst Marischka                                 | Austria                        |
| 1955 | Die Deutschmeister                          | Die Deutschmeister                     | „Christine Hübner“                         | Ernst Marischka                                 | Austria                        |
| 1955 | Der letzte Mann                             | Der letzte Mann                        | „Nicky Hövelmann“                          | Harald Braun                                    | Germania                       |
| 1955 | Sissi                                       | Sissi                                  | „Elisabeth von Austria“                    | Ernst Marischka                                 | Austria                        |
| 1956 | Sissi – Die junge Kaiserin                  | Sissi – Die junge Kaiserin             | „Elisabeth von Austria“                    | Ernst Marischka                                 | Austria                        |
| 1956 | Kitty und die große Welt                    | Kitty und die große Welt               | „Kitty Dupont“                             | Alfred Weidenmann                               | Germania                       |
| 1956 | Robinson soll nicht sterben                 | Robinson soll nicht sterben            | „Maud Cantley“                             | Josef von Baky                                  | Germania                       |
| 1957 | Monpti                                      | Monpti                                 | „Anne-Claire“                              | Helmut Käutner                                  | Germania                       |
| 1957 | Scampolo                                    | Scampolo                               | „Scampolo“                                 | Alfred Weidenmann                               | Germania                       |
| 1957 | Sissi – Schicksalsjahre einer Kaiserin      | Sissi – Schicksalsjahre einer Kaiserin | „Elisabeth von Austria“                    | Ernst Marischka                                 | Austria                        |
| 1958 | Fete în uniformă                            | Mädchen in Uniform                     | „Manuela von Meinhardis“                   | Géza von Radványi                               | Germania - Franța              |
| 1958 | Christine                                   | Christine                              | „Christine Weiring“                        | Pierre Gaspard-Huit                             | Franța, Italia                 |
| 1958 | Die Halbzarte                               | Die Halbzarte                          | „Nicole Dassau“/„Eva“                      | Rolf Thiele                                     | Austria                        |
| 1959 | Ein Engel auf Erden                         | Mademoiselle Ange                      | „Stewardess“                               | Geza von Radvanyi                               | Germania, Franța               |
| 1959 | Die schöne Lügnerin                         | La Belle et l'Empereur                 | „Fanny“                                    | Axel von Ambesser                               | Germania, Franța               |
| 1959 | Katja, die ungekrönte Kaiserin              | Katja                                  | „Katja Dolgoruki“                          | Robert Siodmak                                  | Franța                         |
| 1960 | În plin soare                               | Plein soleil                           | Însoțitoarea lui Freddy nu este menționată | René Clément                                    | Franța, Italia                 |
| 1961 | Boccaccio '70                               | Boccaccio 70/Il Lavoro                 | „Pupé“                                     | Luchino Visconti                                | Italia, Franța                 |
| 1961 | Le Combat dans l'île                        | Le Combat dans l'île                   | „Anne“                                     | Alain Cavalier (sub îndrumarea lui Louis Malle) | Franța                         |
| 1962 | Procesul                                    | Le Procès                              | „Leni“                                     | Orson Welles                                    | Franța, Germania, Italia       |
| 1962 | The Victors                                 | The Victors                            | „Regine“                                   | Carl Foreman                                    | USA                            |
| 1963 | Cardinalul                                  | The Cardinal                           | „Anne-Marie Ledebur“                       | Otto Preminger                                  | USA                            |
| 1963 | Bunul meu vecin Sam                         | Good Neighbour Sam                     | „Janet Lagerlof“                           | David Swift                                     | USA                            |
| 1964 | Dragoste pe mare                            | L'Amour à la mer                       | „Steaua“                                   | Guy Gilles                                      | Franța                         |
| 1964 | Ce e nou, pisicuțo?                         | What's New, Pussycat?                  | „Carole Werner“                            | Clive Donner                                    | Marea Britanie, Franța         |
| 1964 | Infernul neterminat                         | L'Enfer                                | „Odette“                                   | Henri-Georges Clouzot                           | Franța                         |
| 1965 | 10:30 PM Vara                               | 10:30 P.M. Summer                      | „Claire“                                   | Jules Dassin                                    | USA, Spania                    |
| 1965 | Arde Parisul?                               | Paris brûle-t-il ?                     | Scenă tăiată la montaj                     | René Clément                                    |                                |
| 1966 | Schornstein Nr. 4                           | La Voleuse                             | „Julia Kreuz“                              | Jean Chapot                                     | Franța, Germania               |
| 1966 | Eddie Chapman agent secret                  | Triple Cross                           | „Gräfin“                                   | Terence Young                                   | Marea Britanie, Franța         |
| 1968 | Ein Pechvogel namens Otley                  | Otley                                  | „Imogen“                                   | Dick Clement                                    | Marea Britanie                 |
| 1968 | Piscina                                     | La Piscine                             | „Marianne“                                 | Jacques Deray                                   | Franța, Italia                 |
| 1969 | Inzest                                      | My Lover My Son                        | „Francesca Anderson“                       | John Newland                                    | Marea Britanie                 |
| 1969 | Die Dinge des Lebens                        | Les Choses de la vie                   | „Hélène“                                   | Claude Sautet                                   | Franța, Italia                 |
| 1970 | Die Geliebte des Anderen                    | Qui?                                   | „Marina“                                   | Léonard Keigel                                  | Franța, Italia                 |
| 1970 | Bloomfield                                  | Bloomfield                             | „Nira“                                     | Richard Harris                                  | Marea Britanie, Israel         |
| 1970 | La Califfa                                  | La Califfa                             | „Califfa“                                  | Alberto Bevilacqua                              | Franța, Italia                 |
| 1971 | Fata și comisarul                           | Max et les ferrailleurs                | „Lili“                                     | Claude Sautet                                   | Franța, Italia                 |
| 1971 | Die Ermordung Trotzkis                      | L'Assassinat de Trotsky                | „Gita Samuels“                             | Joseph Losey                                    | Franța, Italia, Marea Britanie |
| 1972 | Ludwig II.                                  | Ludwig                                 | „Elisabeth von Austria“                    | Luchino Visconti                                | Italia, Franța, Germania       |
| 1972 | César und Rosalie                           | César et Rosalie                       | „Rosalie“                                  | Claude Sautet                                   | Franța, Italia, Germania       |
| 1973 | Le Train – Nur ein Hauch von Glück          | Le Train                               | „Anna Küpfer“                              | Pierre Granier-Deferre                          | Franța, Italia                 |
| 1973 | Sommerliebelei                              | Un Amour de pluie                      | „Elisabeth“                                | Jean-Claude Brialy                              | Franța, Germania, Italia       |
| 1973 | Das wilde Schaf                             | Le Mouton enragé                       | „Roberte Groult“                           | Michel Deville                                  | Franța, Italia                 |
| 1974 | Trio Infernal                               | Le Trio infernal                       | „Philomène Schmidt“                        | Francis Girod                                   | Franța, Italia, Germania       |
| 1974 | Nachtblende                                 | L'Important, c'est d'aimer             | „Nadine Chevalier“                         | Andrzej Zulawski                                | Franța, Italia, Germania       |
| 1974 | Die Unschuldigen mit den schmutzigen Händen | Les Innocents aux mains sales          | „Julie Wormser“                            | Claude Chabrol                                  | Franța, Italia, Germania       |
| 1975 | Pușca veche                                 | Le Vieux Fusil                         | „Clara“                                    | Robert Enrico                                   | DFFranța, Germania             |
| 1976 | Die Frau am Fenster                         | Une femme à sa fenêtre                 | „Margot Santorini“                         | Pierre Granier-Deferre                          | Franța, Italia, Germania       |
| 1976 | Mado                                        | Mado                                   | „Hélène“                                   | Claude Sautet                                   | Franța, Germania, Italia       |
| 1976 | Gruppenbild mit Dame                        | Portrait de groupe avec dame           | „Leni Gruyten“                             | Aleksandar Petrović                             | Germania, Franța               |
| 1978 | Eine einfache Geschichte                    | Une histoire simple                    | „Marie“                                    | Claude Sautet                                   | Germania, Franța               |
| 1979 | Blutspur                                    | Bloodline                              | „Hélène Martin“                            | Terence Young                                   | USA, Germania                  |
| 1979 | Die Liebe einer Frau                        | Clair de femme                         | „Lydia“                                    | Constantin Costa-Gavras                         | Franța, Germania, Italia       |
| 1979 | Death Watch – Der gekaufte Tod              | La Mort en direct                      | „Katherine Mortenhoe“                      | Bertrand Tavernier                              | Franța, Germania               |
| 1980 | Die Bankiersfrau                            | La Banquière                           | „Emma Eckhert“                             | Francis Girod                                   | Franța                         |
| 1981 | Die zwei Gesichter einer Frau               | Fantasma d'amore                       | „Anna Brigatti Zighi“                      | Dino Risi                                       | Italia, Franța, Germania       |
| 1981 | Das Verhör                                  | Garde à vue                            | „Chantal Martinaud“                        | Claude Miller                                   | Franța                         |
| 1982 | Trecătoarea din Sans-Souci                  | La Passante du Sans-Souci              | „Elsa Wiener“/„Lina Baumstein“             | Jacques Rouffio                                 | Germania, Franța               |